# Saison 2019-2020 de la LHJMQ
Saison précédente Saison suivante
La saison 2019-2020 est la 51e saison de hockey sur glace de la Ligue de hockey junior majeur du Québec. La saison régulière voit dix-huit équipes jouer 63 ou 64 matchs chacune. Les séries éliminatoires de la Coupe du président sont annulées en raison de la pandémie de Covid-19 au Canada.

## Contexte
Les Screaming Eagles du Cap-Breton deviennent les Eagles du Cap-Breton et changent de logo.
Les 18 équipes doivent disputer un total de 68 matchs chacune mais le 17 mars 2020, la ligue annonce l'annulation du reste de la saison régulière en raison de la pandémie de Covid-19 au Canada. Le 23 mars, les séries éliminatoires de la Coupe du président sont annulées.

## Saison régulière
| Clt | Équipe                     | Division  | PJ | V  | D  | N | DP | BP  | BC  | Pts |
| --- | -------------------------- | --------- | -- | -- | -- | - | -- | --- | --- | --- |
| 1   | Wildcats de Moncton        | Maritimes | 64 | 50 | 13 | 1 | 0  | 276 | 148 | 101 |
| 2   | Saguenéens de Chicoutimi   | Est       | 63 | 45 | 12 | 5 | 1  | 256 | 182 | 96  |
| 3   | Océanic de Rimouski        | Est       | 64 | 38 | 18 | 4 | 4  | 252 | 176 | 84  |
| 4   | Eagles du Cap-Breton       | Maritimes | 63 | 40 | 20 | 2 | 1  | 269 | 194 | 83  |
| 5   | Islanders de Charlottetown | Maritimes | 64 | 33 | 26 | 5 | 0  | 197 | 205 | 71  |
| 6   | Sea Dogs de Saint-Jean     | Maritimes | 64 | 30 | 33 | 1 | 0  | 226 | 280 | 61  |
| 7   | Remparts de Québec         | Est       | 64 | 27 | 32 | 4 | 1  | 202 | 245 | 59  |
| 8   | Drakkar de Baie-Comeau     | Est       | 64 | 24 | 29 | 7 | 4  | 196 | 240 | 59  |
| 9   | Mooseheads d'Halifax       | Maritimes | 63 | 20 | 38 | 3 | 2  | 170 | 263 | 45  |
| 10  | Titan d'Acadie-Bathurst    | Maritimes | 64 | 12 | 40 | 8 | 4  | 171 | 279 | 36  |

| Clt | Équipe                          | Division | PJ | V  | D  | N | DP | BP  | BC  | Pts |
| --- | ------------------------------- | -------- | -- | -- | -- | - | -- | --- | --- | --- |
| 1   | Phoenix de Sherbrooke           | Centrale | 63 | 51 | 8  | 3 | 1  | 290 | 164 | 106 |
| 2   | Armada de Blainville-Boisbriand | Ouest    | 63 | 32 | 27 | 2 | 2  | 212 | 219 | 68  |
| 3   | Voltigeurs de Drummondville     | Centrale | 63 | 36 | 25 | 2 | 0  | 232 | 221 | 74  |
| 4   | Huskies de Rouyn-Noranda        | Ouest    | 63 | 29 | 30 | 2 | 2  | 180 | 209 | 62  |
| 5   | Tigres de Victoriaville         | Centrale | 63 | 26 | 28 | 5 | 4  | 190 | 201 | 61  |
| 6   | Cataractes de Shawinigan        | Centrale | 63 | 29 | 32 | 2 | 0  | 227 | 245 | 60  |
| 7   | Foreurs de Val-d'Or             | Ouest    | 63 | 26 | 30 | 5 | 2  | 207 | 247 | 59  |
| 8   | Olympiques de Gatineau          | Ouest    | 64 | 22 | 37 | 5 | 0  | 204 | 247 | 49  |

- En gras et en italique : champion de la saison régulière
- En gras : champion de division

### Meilleurs pointeurs
| Clt | Joueur                  | Équipe        | PJ | B  | A  | Pts | Pun |
| --- | ----------------------- | ------------- | -- | -- | -- | --- | --- |
| 1   | Alexis Lafrenière       | Rimouski      | 52 | 35 | 77 | 112 | 50  |
| 2   | Aleksandr Khovanov (en) | Moncton       | 51 | 32 | 67 | 99  | 94  |
| 3   | Félix Robert (en)       | Sherbrooke    | 46 | 36 | 56 | 92  | 47  |
| 3   | Iegor Sokolov           | Cap-Breton    | 52 | 46 | 46 | 92  | 42  |
| 5   | Xavier Simoneau (en)    | Drummondville | 61 | 28 | 61 | 89  | 59  |
| 6   | Cédric Paré (en)        | Rimouski      | 64 | 37 | 51 | 88  | 36  |
| 6   | Alex-Olivier Voyer (en) | Sherbrooke    | 63 | 44 | 44 | 88  | 76  |
| 8   | Raphaël Lavoie (en)     | Chicoutimi    | 55 | 38 | 44 | 82  | 48  |
| 8   | Jakob Pelletier         | Moncton       | 57 | 32 | 50 | 82  | 16  |
| 8   | Jeremy McKenna          | Moncton       | 57 | 40 | 42 | 82  | 24  |

### Meilleurs gardiens
| Clt | Gardien               | Équipe     | PJ | Min   | V  | D | DP | Bl | Moy  | %Arr |
| --- | --------------------- | ---------- | -- | ----- | -- | - | -- | -- | ---- | ---- |
| 1   | Samuel Hlavaj (en)    | Sherbrooke | 39 | 2 294 | 33 | 3 | 2  | 3  | 2,25 | 91,5 |
| 2   | Olivier Rodrigue (en) | Moncton    | 39 | 2 353 | 31 | 7 | 1  | 6  | 2,32 | 91,8 |
| 3   | Kevin Mandolese (en)  | Cap-Breton | 37 | 2 114 | 26 | 8 | 1  | 2  | 2,33 | 92,5 |
| 4   | Colten Ellis (en)     | Rimouski   | 29 | 1 690 | 18 | 7 | 2  | 2  | 2,41 | 90,4 |
| 5   | Alexis Shank          | Chicoutimi | 50 | 2 887 | 36 | 9 | 2  | 2  | 2,64 | 91   |

## Équipes d'étoiles
La ligue sélectionne trois équipes d'étoiles dont une pour les recrues.

### Première équipe
- Gardien de but : Kevin Mandolese, Eagles du Cap-Breton
- Défenseur : Jordan Spence, Wildcats de Moncton
- Défenseur : Justin Bergeron, Océanic de Rimouski
- Attaquant : Alexis Lafrenière, Océanic de Rimouski
- Attaquant : Iegor Sokolov, Eagles du Cap-Breton
- Attaquant : Aleksandr Khovanov, Wildcats de Moncton

### Deuxième équipe
- Gardien de but : Samuel Hlavaj, Phœnix de Sherbrooke
- Défenseur : William Villeneuve, Sea Dogs de Saint-Jean
- Défenseur : Adam McCormick, Eagles du Cap-Breton
- Attaquant : Félix Robert, Phœnix de Sherbrooke
- Attaquant : Alex-Olivier Voyer, Phœnix de Sherbrooke
- Attaquant : Jakob Pelletier, Wildcats de Moncton

### Équipes des recrues
- Gardien de but : Samuel Hlavaj, Phœnix de Sherbrooke
- Défenseur : Isaac Belliveau, Océanic de Rimouski
- Défenseur : Jacob Dion, Voltigeurs de Drummondville
- Attaquant : Zachary Bolduc, Océanic de Rimouski
- Attaquant : Zachary L'Heureux, Wildcats de Moncton
- Attaquant : Zachary Dean, Olympiques de Gatineau

## Trophées
Quatre récompenses collectives et dix-huit individuelles sont décernées : les séries éliminatoires n'ayant pas été disputées, la Coupe du président et le trophée Guy-Lafleur ne sont pas attribués.

### Récompenses collectives
- Trophée Jean-Rougeau (champions de la saison régulière) : Phœnix de Sherbrooke
- Trophée Robert-Lebel (meilleure moyenne de buts encaissés) : Wildcats de Moncton
- Trophée Luc-Robitaille (meilleure moyenne de buts marqués) : Phœnix de Sherbrooke
- Trophée Jean-Sawyer (meilleure direction marketing) : Voltigeurs de Drummondville

### Récompenses individuelles
- Trophée Jean-Béliveau (meilleur pointeur : Alexis Lafrenière, Océanic de Rimouski[7]
- Trophée Jacques-Plante (meilleure moyenne de buts encaissés) : Kevin Mandolese, Eagles du Cap-Breton[8]
- Trophée Michel-Bergeron (recrue offensive de l'année) : Zachary Bolduc, Océanic de Rimouski[9]
- Trophée Frank-J.-Selke (joueur le plus gentilhomme) : Jakob Pelletier, Wildcats de Moncton[10]
- Trophée Michel-Brière (meilleur joueur) : Alexis Lafrenière, Océanic de Rimouski[11]
- Trophée Émile-Bouchard (défenseur de l'année) : Jordan Spence, Wildcats de Moncton[12]
- Trophée Michael-Bossy (meilleur espoir) : Alexis Lafrenière, Océanic de Rimouski[13]
- Trophée Raymond-Lagacé (recrue défensive de l'année) : Samuel Hlavaj, Phœnix de Sherbrooke[14]
- Trophée Marcel-Robert (meilleur étudiant) : Rafaël Harvey-Pinard, Saguenéens de Chicoutimi[15]
- Trophée Paul-Dumont (personnalité de l'année) : Alexis Lafrenière, Océanic de Rimouski[16]
- Trophée John-Horman (administrateur de l'année) : David Boies, Voltigeurs de Drummondville[17]
- Recrue de l'année (meilleure recrue) : Zachary Bolduc, Océanic de Rimouski[18]
- Trophée Ron-Lapointe (meilleur entraîneur) : Stéphane Julien, Phœnix de Sherbrooke[19]
- Plaque Kia (plus grande implication dans la communauté) : Xavier Simoneau, Voltigeurs de Drummondville[20]
- Trophée Kevin-Lowe (meilleur défenseur défensif) : Adam McCormick, Eagles du Cap-Breton[21]
- Trophée Guy-Carbonneau (meilleur attaquant défensif) : Benoit-Olivier Groulx, Wildcats de Moncton[22]
- Trophée Maurice-Filion (directeur général de l'année) : Jocelyn Thibault, Phœnix de Sherbrooke[23]
- Trophée Denis-Arsenault (conseiller pédagogique de l'année) : Allie Macdonald, Mooseheads d'Halifax